# Puentes Viejas
Puentes Viejas es un municipio de la Comunidad de Madrid, situado en el Valle Bajo del Lozoya de la Sierra Norte de Madrid. Surgió en 1975 por la fusión de tres municipios preexistentes: Mangirón (que había absorbido al municipio de Cinco Villas en 1850), Paredes de Buitrago y Serrada de la Fuente, tomando su nombre del embalse de Puentes Viejas. La sede del Ayuntamiento se encuentra en Mangirón.
Su extensión es de 58 km², encontrándose en una zona de formaciones montañosas que apenas superan los 1000 m de altitud. En su paisaje destaca la presencia de distintos embalses (embalse de Puentes Viejas, embalse de El Villar, embalse del Atazar y el azud de Tenebroso) construidos por el Canal de Isabel II con el objetivo de abastecer de agua a la Comunidad de Madrid.
En 2007 se rodó en el pueblo un programa especial de Sé lo que hicisteis emitido por La Sexta.
En 2015 se inauguró la Ruta del Frente del Agua en el pinar de Paredes de Buitrago, donde se conservan yacimientos como búnkeres de la guerra civil española, tanto del bando republicano como del bando sublevado. La ruta tiene varios recorridos el cual el visitante puede escoger el que prefiera, la ruta más larga contiene más de 12 kilómetros. Además, la ruta contiene un puesto de mando en la que se pueden observar distintas habitaciones donde los encargados del Ejército vivieron durante dicha guerra.

## Demografía
Cuenta con una población de 775 habitantes (INE 2024).
| Gráfica de evolución demográfica de Puentes Viejas entre 1981 y 2021 |
| |
| Población de derecho según los censos de población del INE Población de hecho según los censos de población del INEEntre el censo de 1981 y el anterior, aparece este municipio porque se fusionan los municipios 28081 (Manjirón), 28105 (Paredes de Buitrago) y 28139 (Serrada de la Fuente).- Sede: Manjirón |

## Transporte
El municipio cuenta con cuatro líneas de autobús siendo una de ellas la que comunica con Madrid, en el intercambiador de Plaza de Castilla. Las líneas son:
| Línea | Recorrido                                   |
| ----- | ------------------------------------------- |
| 191D  | Buitrago del Lozoya - Robledillo de la Jara |
| 191E  | Buitrago del Lozoya - Cervera de Buitrago   |
| 196   | Madrid (Plaza de Castilla) – La Acebeda     |
| 199A  | Buitrago - Montejo - Mangirón - Buitrago    |